# Desmodium uncinatum
Desmodium uncinatum là một loài thực vật có hoa trong họ Đậu. Loài này được (Jacq.) DC. miêu tả khoa học đầu tiên.